# جاي باركر (لاعب كرة قاعدة)
جاي باركر (بالإنجليزية: Jay Parker)‏ هو لاعب كرة قاعدة أمريكي، ولد في 8 يوليو 1874 في Theresa, New York ‏ في الولايات المتحدة، وتوفي في 8 يونيو 1935 في هارتفورد في الولايات المتحدة.